# Ниндзяго: Восстание драконов
«Ниндзяго: Восстание драконов» (англ. Ninjago: Dragons Rising) — американо-датский компьютерный анимационный мультсериал о супергероях в жанре эпического фэнтези, созданный Lego Group. Он основан на другом мультсериале «Ниндзяго. Мастера Кружитцу», который длился 15 сезонов с 2011 по 2022 года. Премьера первой части первого сезона состоялась на Netflix 1 июня 2023 года. Премьера 2 сезона состоялась 4 апреля 2024 года. Дата премьеры 3 сезона — 17 апреля 2025 года. Дата премьеры 4 сезона — 2026 года.

## Краткое содержание
Через несколько лет после, явление произошедшее в Ниндзяго, известное как Слияние, помещает все шестнадцать миров творения на планету Ниндзяго, создавая новые угрозы и вызывая хаотические подземные толчки, называемые Миротрясениями. Ллойд подружился с двумя мирными жителями Арином и Сорой, первый фанат ниндзя, а второй технопат из тоталитарного королевства Империум. Этим троим предстоит найти остальных разбросанных Ниндзя и сразиться с Когтями Империума, которые жаждут энергии драконов, чтобы истощить их стихийную энергию в качестве ресурса.

## Озвучка и дубляж
| Роль                                | Оригинальный голос | Голос русского дубляжа                                                                                |
| команда Ниндзя                      | команда Ниндзя     | команда Ниндзя                                                                                        |
| ----------------------------------- | ------------------ | --- |
| Арин Нивед                          | Девен Мак          | Илья Крутояров (1 сезон)                                                                              |
| Сора (Анна)                         | Сабрина Питр       | Лина Иванова (1 сезон, 1-15 серии), Таисия Тришина (1 сезон, 16-20 серии), Майя Ведерникова (2сезон)  |
| Райю                                | Брайан Драммонд    | Лина Иванова                                                                                          |
| Ллойд Гармадон                      | Сэм Винсент        | Антон Колесников (1 сезон), Илья Демьянов (2 сезон)                                                   |
| Кай                                 | Винсент Тонг       | Пётр Коврижных                                                                                        |
| Джей Уокер (Гордон)                 | Майкл Адамуэйт     | Иван Калинин (1 сезон), Вячеслав Поле (2 сезон)                                                       |
| Ния                                 | Келли Мецгер       | Алёна Созинова (1 сезон), Анна Кнайфель (2 сезон)                                                     |
| Зейн                                | Брент Миллер       | Андрей Гриневич (1 сезон), Антон Симкин (2 сезон)                                                     |
| Коул                                | Эндрю Фрэнсис      | Михаил Тихонов (1 сезон, 15 и 16 серии), Глеб Глушенков (2 сезон, 18 серия), Филипп Лебедев (2 сезон) |
| Вайлдфайер                          | Кадзуми Эванс      | Полина Щербакова (1 сезон), Юлия Малахова (2 сезон)                                                   |
| Фрак                                | Дэвид Кэй          | Неизвестно                                                                                            |
| Мастер Ву                           | Пол Добсон         | Дмитрий Филимонов                                                                                     |
| злодеи                              |                    | |
| Императрица Беатрикс Веспасиан-Орус | Николь Оливер      | Татьяна Шитова (1-2 серии), Полина Щербакова (с 3 серии)                                              |
| Доктор ЛаРоу                        | Эшли Болл          | Татьяна Шитова                                                                                        |
| Джордана                            | Диана Каарина      | Алёна Созинова (1 сезон), Марина Калмыкова (2 сезон)                                                  |
| Рас                                 | Брайан Драммонд    | Андрей Гриневич (1-10 серии), Александр Воронов (18-20 серии)                                         |
| Раптон                              | Джиллз Пэнтон      | Дмитрий Филимонов (1-2 серии), Олег Куценко (3-10 серии), Андрей Гриневич (11-20 серии)               |
| Дорама                              | Маккензи Грэй      | Андрей Гриневич (1 сезон)                                                                             |
| Синдер                              | Иэн Хэнлин         | Олег Карпенко                                                                                         |
| Нокт                                | Девен Мак          | Филипп Лебедев (2 сезон)                                                                              |
| Рокс                                | Эмили Теннант      | Неизвестно                                                                                            |
| Дрикс                               | Ли Токар           | Неизвестно                                                                                            |
| Заркт                               | Майкл Адамуэйт     | Неизвестно                                                                                            |
| Кур                                 | Эшли Болл          | Неизвестно                                                                                            |
| Громоклык                           | Девен Мак          | Неизвестно                                                                                            |
| Тир                                 | Адам Траск         | Неизвестно                                                                                            |
| другие персонажи                    |                    | |
| П.И.В.В.Ж.                          | Дженнифер Хейуорд  | Неизвестно                                                                                            |
| Барри Нивед (отец Арина)            | Брайан Драммонд    | Неизвестно                                                                                            |
| Дженни Нивед (мама Арина)           | Келли Шеридан      | Татьяна Шитова                                                                                        |
| Матриарх                            | Бренда Кричлоу     | Неизвестно                                                                                            |
| Крил                                | Келли Шеридан      | Татьяна Шитова                                                                                        |
| Евфразия                            | Бетани Браун       | Татьяна Шитова                                                                                        |
| Мистер Кениг                        | Винсент Тонг       | Пётр Коврижных (6 серия), Дмитрий Филимонов (10 серия)                                                |
| Отец Соры                           | Джейсон Симпсон    | Андрей Гриневич                                                                                       |
| Мама Соры                           | Кэтлин Барр        | Лина Иванова                                                                                          |
| Лоббо                               | Брайан Драммонд    | Пётр Коврижных                                                                                        |
| Мистер Альфонсо Фрохики             | Эндрю МакНи        | Андрей Гриневич (1 сезон), Макс Красота (2 сезон)                                                     |
| Арракор                             | Марк Хилдрет       | Неизвестно                                                                                            |
| Гео                                 | Питер Келамис      | Неизвестно                                                                                            |
| Костель                             | Мишель Кребер      | Татьяна Тат                                                                                           |
| Фриц                                | Винсент Тонг       | Неизвестно                                                                                            |
| Шпиц                                | Сабрина Питре      | Неизвестно                                                                                            |
| Агент Родерик Аллен                 | Майкл Адамуэйт     | Иван Калинин (1 сезон), Филипп Лебедев (2 сезон)                                                      |
| Агент СсссСссс Андервуд             | Рона Риз           | Татьяна Шитова (1 сезон), Юлия Малахова (2 сезон)                                                     |
| Зиатрикс Веспасиан-Орус             | НикольОливер       | Неизвестно                                                                                            |
| Эгальт                              | Эндрю Френсис      | Неизвестно                                                                                            |
| Ронту                               | Кадзуми Эванс      | Неизвестно                                                                                            |
| Роби                                | Райан Бейл         | Неизвестно                                                                                            |

## Эпизоды

### Обзор сезонов
| Сезон                   | Серии | Серии | Даты показа                                     | Даты показа                                     |
| Сезон                   | Серии | Серии | Первая серия                                    | Последняя серия                                 |
| ----------------------- | ----- | ----- | ----------------------------------------------- | ----------------------------------------------- |
| 1                       | 20    | 10    | 1 июня 2023                                     | 1 июня 2023                                     |
| 1                       | 20    | 10    | 12 октября 2023                                 | 12 октября 2023                                 |
| Стихийные роботы        | 3     | 3     | 6 января 2024                                   | 12 января 2024                                  |
| Ниндзя социальных сетей | 1     | 1     | 17 января 2024                                  | 17 января 2024                                  |
| 2                       | 20    | 10    | 4 апреля 2024                                   | 4 апреля 2024                                   |
| 2                       | 20    | 10    | 25 июля 2024 (Peacock) 3 октября 2024 (Netflix) | 25 июля 2024 (Peacock) 3 октября 2024 (Netflix) |
| 3                       | 20    | 10    | 17 апреля 2025                                  | 17 апреля 2025                                  |
| 3                       | 20    | 10    | 4 сентября 2025 (Netflix)                       | 4 сентября 2025 (Netflix)                       |

### Сезон 1 (2023)
| № | Название                                              | Режиссёр      | Авторы сценария         | Дата премьеры   |
| --- | ----------------------------------------------------- | ------------- | ----------------------- | --------------- |
| 1 | «The Merge: Part 1» «Слияние: часть 1»                | Даниэль Ифе   | Кевин Бёрк и Крис Виатт | 1 июня 2023     |
| Прошли годы после объединения всех 16 миров и исчезновения ниндзя. Арин – любитель-самоучка, живущий в Перекрёстке, разнообразном сообществе, вместе со своим подругой-изобретательницей Сорой. Они принимают участие в гонке на своем роботе, но гонку прерывает молодой дракон по имени Райю. Райю преследуют охотники на драконов из Империума. Сора ближе знакомится с Райю и обнаруживает в себе скрытые стихийные способности. |                                                       |               |                         |                 |
| 2 | «The Merge: Part 2» «Слияние: часть 2»                | Шейн Поэтткер | Кевин Бёрк и Крис Виатт | 1 июня 2023     |
| Ллойд освобождает Арина и Сору из тюремного поезда, и вместе с молодым драконом Райю, они сбегают. Райю дает им подсказку, указывая на местоположение своего дома. По этой подсказке они возвращаются в пещеру ниндзя, чтобы изучить карты, которые у Ллойда были при себе. Сора производит ремонт "Дара судьбы", и они отправляются в землю трёх вершин, чтобы воссоединить Райю с его кланом. Во время их путешествия их преследуют Когти, и они захватывают Матриарха Райю. Однако Матриарх Райю наделяет Ллойда таинственной новой силой, чтобы он смог сопротивляться Когтям. Райю решает остаться с ниндзя, чтобы помочь им в борьбе с угрозой Когтей.                                                      |                                                       |               |                         |                 |
| 3 | «Crossroads Carnival» «Ярмарка Перекрёстка»           | Даниэль Ифе   | Хана Кук                | 1 июня 2023     |
| В день обучения, Арин и Сора тайком покидают монастырь, чтобы отправиться на Ярмарку Перекрёстка. Они уверены, что на ярмарке скрывается злодейский заговор, который проверяет их способности и может угрожать их миру. Решив разгадать эту тайну, они начинают своё собственное расследование. |                                                       |               |                         |                 |
| 4 | «Beyond Madness» «За гранью разумного»                | Шейн Поэтткер | Кевин Бёрк и Крис Виатт | 1 июня 2023     |
| "Дар Судьбы" внезапно врезается в монастырь без пилота. Подсказки, которые они находят внутри, указывают Ллойду, Арину, Соре и Райю на последнее местоположение Кая, который был в царстве Безумия. По прибытии туда, они обнаруживают, что существа, созданные из грязи, напали на двух драконов. Ния, находящаяся с ними, не разрешает Ллойду и остальным вступить на сторону драконов, которые приступили к поглощению священной грязи. Кай возвращается, но вместо того, чтобы помочь драконам, он приводит их в деревню грязевых существ. Райю догадывается, что грязь делает драконов агрессивными, и он решает остановить драку, перезарядив их силы и позволив драконам вернуться в нормальное состояние. |                                                       |               |                         |                 |
| 5 | «The Writers of Destiny» «Писари судьбы»              | Даниэль Ифе   | Кевин Бёрк и Крис Виатт | 1 июня 2023     |
| После нападения монстра в Облачном королевстве, ниндзя на корабле "Дар Судьбы" решают защитить плавучий город. Ния отправляется искать свитки Слияния, Арин и Сора встречают мастера ветра Евфразию, а затем раскрывается её истинная сущность, чтобы спасти ниндзя. Ния решает остаться для исследований после находки информации, защищенной проклятием. Так начинается их борьба и исследования в новом мире. |                                                       |               |                         |                 |
| 6 | «Return to Imperium» «Возвращение в Империум»         | Джерри Фордер | Лиз Хара                | 1 июня 2023     |
| Очередное столкновение с Раптоном наводит Сору на мысль, что Империум разработал опасное изобретение из её прошлого. Флешбэк показывает молодую Сору, чьё изобретение было использовано во зло. В настоящем Сора возвращается с ниндзями домой, но их разделяют. Сора сталкивается с человеком из прошлого, Арин прячет Райю, а Ллойд встречает мастера стихий. События развиваются, раскрывая тёмные тайны. |                                                       |               |                         |                 |
| 7 | «Mindless Beasts» «Безумные звери»                    | Даниэль Ифе   | Юджин Сон               | 1 июня 2023     |
| Ллойд сражается с мастером стихий Вайлдфайер, затем помогает девушке-пользовательнице огня освободить её семью. Арин присоединяется к доброжелателям Империума. Сора сталкивается с доктором ЛаРоу и стоит перед сложным выбором. Ллойд узнает, что семья Вайлдфайер – дракон по имени Хитвейв, и сражение вызывает сигнал тревоги в городе. События накаляются, ставя ниндзя перед серьёзными испытаниями. |                                                       |               |                         |                 |
| 8 | «I Will Be the Danger» «Я — сама опасность»           | Шейн Поэтткер | Кевин Бёрк и Крис Виатт | 1 июня 2023     |
| Чтобы освободить драконов из Империума, ниндзя должны работать усердно, принимать быстрые решения и найти решение главной проблемы! Но им придется поспешить, чтобы не дать Фотакам первыми добраться до них. |                                                       |               |                         |                 |
| 9 | «The Calm Inside» «Покой внутри»                      | Даниэль Ифе   | Кевин Бёрк и Крис Виатт | 1 июня 2023     |
| Сора взламывает журналы Империума, чтобы найти информацию о местонахождении Райю. Ния и Кай отправляются исследовать загадочный проход. Ллойд, во главе с ниндзя, вступает в эпическую битву с армией Фотаков. Герои вступают во всеопасные приключения, сталкиваясь с многочисленными вызовами и опасностями. |                                                       |               |                         |                 |
| 10 | «The Might and the Magic» «Битва за второй монастырь» | Шейн Поэтткер | Кевин Бёрк и Крис Виатт | 1 июня 2023     |
| Ниндзя никогда не сдаются! Ния, Кай и Зейн вдохновляют битву против Империума новой надеждой, а Ллойд раскрывает тайну, спрятанную глубоко под городом. Смелые действия и решимость ниндзя становятся ключом к победе. |                                                       |               |                         |                 |
| 11 | «The Temple of the Dragon Cores» «Храм ядер дракона»  | Даниэль Ифе   | Кевин Бёрк и Крис Виатт | 12 октября 2023 |
| После победы над Империумом, ниндзя сталкиваются с новыми вызовами, включая борьбу с частыми слияниями. Ния находит храм с тремя ядрами дракона, которые могут остановить землетрясения. В то время как Беатрикс планирует похитить ядра для мести и использования их в качестве оружия. |                                                       |               |                         |                 |
| 12 | «Gangs of the Sea» «Морские группировки»              | Шейн Поэтткер | Юджин Сон               | 12 октября 2023 |
| Ниндзя разделились на три группы, чтобы найти ядра драконов, прекращающие слияние: Ния с Сорой, Кай с Вайлдфайер, Ллойд и Арин отправились на корабле «Дар Судьбы». Однако корабль потерпел аварию, и ниндзя вынуждены сразиться с морской бандой и их огромным крабом, чтобы починить его. Ситуация оказывается сложнее, чем они ожидали. |                                                       |               |                         |                 |
| 13 | «Wyldly Inappropriate» «Дико неуместно»               | Дэниэль Ифе   | Лиз Хара                | 12 октября 2023 |
| Вайлдфайер и Кай едва уходят от препятствия и достигают Дикости. Ядро дракона находится под контролем Лавовых приливов. Зейн нуждается в детали для изучения телепортационных ворот монастыря и отправляется на празднование Дня Зейна в Перекресток. |                                                       |               |                         |                 |
| 14 | «The Last Djinn» «Последний Джинн»                    | Шейн Поэтткер | Хана Кук                | 12 октября 2023 |
| Чтобы найти жёлтое ядро дракона, Ния использует заклинание Джинджаган, которое случайно проклинает её и Сору. Они становятся целью непреодолимых призрачных воющих. Сора, дракон, возит ниндзя к старому союзнику, Арракору, последнему из джиннов, но у него нет ни магии, ни желания помогать. В монастыре мистер Фрохики пытается доказать свою ценность как помощник хранителя Зейну, но ничто не идет как надо. |                                                       |               |                         |                 |
| 15 | «They Call it Doom» «Они называют это гибелью»        | Даниэль Ифе   | Кевин Бёрк и Крис Виатт | 12 октября 2023 |
| Все три команды ниндзя подходят к концу своего поиска ядер драконов. Кай и Вайлдфайер сражаются за фиолетовое ядро против Дорамы и Лавовых приливов. Ллойд и Арин сталкиваются с испытанием за розовое ядро с неожиданными последствиями. В Долине Потерянных Вещей Ния и Сора ищут фиолетовое ядро, но вместо этого находят старого друга. |                                                       |               |                         |                 |
| 16 | «Land of Lost Things» «Земля утраченных надежд»       | Шейн Поэтткер | Глен Лейкин             | 12 октября 2023 |
| Коул вновь встречается с Нией, чтобы помочь ей и Соре извлечь фиолетовое ядро дракона в Земле Потерянных Вещей. К сожалению, ядро питает машину, которая защищает новый дом Коула и группу молодых беглецов от монстра, охотящегося в этих землях. Сора изучает машину с помощью нового Мастера Стихий. Возвращаясь в Дикость, Кай обучает Вайлдфайер, как лечить ожоги Хитвэйва, и надеется, что молодая пользовательница огня осознает, что у неё ещё многое нужно выучить. |                                                       |               |                         |                 |
| 17 | «The Administration» «Администрация»                  | Даниэль Ифе   | Юджин Сон               | 12 октября 2023 |
| Арин и Ллойд следуют похищенному розовому ядру дракона через портал в Администрацию. Ниндзя преодолевают лабиринт кабинетов и бюрократии, нечаянно спасая Зейна по пути. Они отслеживают ядро, но чтобы сбежать, им придется избавиться от армии агентов. Арин также находит подсказку в продолжающемся поиске своих родителей и встречает знакомое лицо по пути. Тем временем Кай учит Вайлдфайер важности нахождения спокойствия. |                                                       |               |                         |                 |
| 18 | «Absolute Power» «Абсолютная власть»                  | Шейн Поэтткер | Хана Кук                | 12 октября 2023 |
| Императрица приходит к власти, флэшбэки показывают этот момент. Беатрикс пытается создать новое оружие. Миньон обманывает её. Ниндзя возвращаются в Империум, чтобы вернуть средоточия драконов, получают помощь союзников и разрабатывают план проникновения в лаборатории. Но могут не успеть до завершения оружия Беатрикс. |                                                       |               |                         |                 |
| 19 | «We are all Dragons» «Мы все драконы»                 | Даниэль Ифе   | Лиз Хара                | 12 октября 2023 |
| Ниндзя сражаются с императрицей на улицах, в то время как Империум использует средоточия драконов для активации оружия Слияния. Кай и Вайлдфайер разрушают арсенал, а Сора и Арин присоединяются к сопротивлению, убеждая людей в противодействии Беатрикс. Лидеры сопротивления обнародованы! |                                                       |               |                         |                 |
| 20 | «The Power Within» «Сила внутри»                      | Шейн Поэтткер | Кевин Бёрк и Крис Виатт | 12 октября 2023 |
| Беатрикс вызывает землетрясение Слияния по всему Империуму с помощью своего нового оружия. Ниндзя и восставшие граждане сражаются с императрицей, но приходят слишком поздно! Землетрясения Слияния достигают Перекрестка, ставя под угрозу все объединённые королевства. Ллойд должен обратиться к Первородному дракону, чтобы спасти Перекрёсток и королевства. |                                                       |               |                         |                 |

### Стихийные роботы (2024)
| № | Название                               | Режиссёр   | Авторы сценария         | Дата премьеры  |
| --- | -------------------------------------- | ---------- | ----------------------- | -------------- |
| 1 | «What the Mech?» «Что за роботы?»      | Шон Галлей | Кевин Бёрк и Крис Виатт | 6 января 2024  |
| Арин, Кай и Сора тренируются на курсе Кая, когда Коул на драконе сообщает им о поступлении опасной партии Хроностали. Арин догадывается, что они на свалке Криллы. Ниндзя прибывают на свалку, где Лоббо случайно увеличивается в размерах и в ярости. Сора использует Хроносталь, чтобы создовать роботов, и они сражаются с Лоббо. Арин убеждает Лоббо принять помощь, и Сора выкачивает из него энергию, вернув его к норме. Крилы пытается унести Хроносталь, но её останавливает Коул. Кай хочет использовать Хроносталь для своего трека, но передумывает под взглядами других. |                                        |            |                         |                |
| 2 | «The Mech Master» «Мастер роботов»     | Шон Галлей | Кевин Бёрк и Крис Виатт | 9 января 2024  |
| На трассе гонок Mech Master 5000 Кай, Коул, Ния, Арин, Сора и Райю направляются к трибунам. Кай и Коул едят пирог с Кремом, что разочаровывает Арина, проигравшего Grab-Barg. Сора расстроена, что не успела принять участие в гонке из-за своего ниндзя-статуса. Когда гонщики готовятся к старту, их роботы внезапно отключаются из-за броска устройства ЭМП, и Механик захватывает контроль над ними, вынуждая гонщиков покинуть роботов. Ниндзя пытаются вмешаться, но Ния и один из мехов легко отбрасываются. После серии сражений Соры с нелегальными мехами, она обнаруживает, что части мехов могут канализировать их стихии. В конечном итоге Сора побеждает Механика и воссоединяется с остальными, чтобы насладиться пирогами. |                                        |            |                         |                |
| 3 | «A Pain in the Mech!» «Боль в роботе!» | Шон Галлей | Кевин Бёрк и Крис Виатт | 12 января 2024 |
| Ллойд требует объяснений у Кая, Коула, Арина и Соры, которые должны были вернуться часы назад после обеда, но вместо этого они покрыты лапшой. Арин объясняет, что они отправились на ежегодное соревнование по готовке лапши на Перекрестке, где Коул взял лапшу из дома лапши Чена. Во время гонки они сталкиваются с ледяными драконами, а Кай, Коул и Сора вызывают свою силу роботов, чтобы сразиться с ними. После победы они обнаруживают в ящике драконьи яйца, вызвавшие ярость драконов. В конце концов, они разговаривают с Ллойдом, а Сора и Коул находят немного лапши, которая оказалась смешанной с лапшой Чена. |                                        |            |                         |                |

### Ниндзя социальных сетей (2024)
Каноничный короткометражный мультфильм был выпущен 17 января 2024 году. Это короткий эпизод, в котором гражданин ведет прямую трансляцию битвы ниндзя с Механиком. 

### Сезон 2 (2024)
| № | Название                                                   | Режиссёр                  | Авторы сценария         | Дата премьеры  |
| --- | ---------------------------------------------------------- | ------------------------- | ----------------------- | -------------- |
| 1 | «The Blood Moon» «Кровавая луна»                           | Дэниел Ифе                | Кевин Бёрк и Крис Виатт | 4 апреля 2024  |
| Снова в самом разгаре событий, ниндзя, включая новых участников Арин, Сора, Вайлдфайер и более крупный Райю защищают Ниндзяго-Сити и Перекресток от ежедневных угроз. Новый Мастер Стихий по имени Синдер появляется вместе с армией злодеев в Волчьих масках. Видения Ллойда предупреждают его о Кровавой луне и грядущее, полное ужаса будущее. Тем временем Рас и Джордана открывают новую угрозу Объединённым мирам. |                                                            |                           |                         |                |
| 2 | «Shattered Dreams» «Расколовшиеся видения»                 | Аллан Фан и Шейн Поэтткер | Лиз Хара                | 4 апреля 2024  |
| Ниндзя допрашивают изворотливого лавочника об украденном молоте. Может ли древний инструмент быть связан с архивами Облачного Королевства и видениями Ллойда? |                                                            |                           |                         |                |
| 3 | «Beyond the Phantasm Cave» «За пределами пещеры фантазмов» | Дэниел Ифе                | Таня Юсон               | 4 апреля 2024  |
| Ллойду является видение от Первородных драконов, которое отправляет ниндзя на праведное, но непонятное задание. |                                                            |                           |                         |                |
| 4 | «Force From the East» «Сила с Востока»                     | Шейн Поэтткер и Аллан Фан | Хана Кук                | 4 апреля 2024  |
| Чтобы встретиться с легендарным учителем из видений Ллойда, ниндзя должны пройти ряд испытаний. Но оправдает ли древний мастер их ожидания? |                                                            |                           |                         |                |
| 5 | «The Spell at the Waterfall» «Заклинание на водопаде»      | Дэниел Ифе                | Кевин Бёрк и Крис Виатт | 4 апреля 2024  |
| Ниндзя начинают тренироваться, чтобы победить Запретную пятерку, но Вайлдфайер чувствует себя брошенной. Костель (Бонзл) обнаруживает неожиданную связь. |                                                            |                           |                         |                |
| 6 | «To Mysterium» «Вперёд, в Мистериум»                       | Шейн Поэткер              | Юджин Сон               | 4 апреля 2024  |
| Костель и её команда отправляются на поиски некой волшебницы, но сначала им понадобится карта. Тем временем Арин с трудом осваивает Кружитцу. |                                                            |                           |                         |                |
| 7 | «Fugitives From Madness» «Бегущие от Безумия»              | Дэниел Ифе                | Кевин Бёрк и Крис Виатт | 4 апреля 2024  |
| С приближением кровавой луны, Костель просит своего эксцентричного создателя о помощи, пока у ниндзя есть последний шанс овладеть техникой восходящего дракона. |                                                            |                           |                         |                |
| 8 | «Secrets of the Wyldness» «Секреты Вайлднесс»              | Шейн Поэткер              | Лиз Хара                | 4 апреля 2024  |
| Ниндзя отправляются в Дикость, где им предстоит сразиться с Лордом Расом, готовы они к этому или нет. Волшебница Гандалария раскрывает свой план по обеспечению безопасности Костель. |                                                            |                           |                         |                |
| 9 | «The Forest of Spirits» «Лес духов»                        | Дэниел Ифе                | Кевин Бёрк и Крис Виатт | 4 апреля 2024  |
| Колдунья (Гандалария) обыскивает хранилище в поисках заклинания для спасения Костель, в то время как Арин перехватывает специальную посылку. Затем оставшиеся Ниндзя проникают на ритуал. |                                                            |                           |                         |                |
| 10 | «Rising Ninja» «Восходящие ниндзя»                         | Шейн Поэткер              | Кевин Бёрк и Крис Виатт | 4 апреля 2024  |
| Теперь, когда жертвоприношения, заклинания и Кровавая луна находятся под его контролем, у лорда Раса есть всё необходимое, чтобы высвободить Запретную пятерку — если только Ниндзя не смогут действовать быстро. |                                                            |                           |                         |                |
| 11 | «The Shape of Motion» «Форма движения»                     | Неизвестно                | Неизвестно              | 4 октября 2024 |
| Во время поисков его родителей, Арин и ниндзя спасают детеныша дракона, раскрывая новую тайну и миссию для команды. |                                                            |                           |                         |                |
| 12 | «Enter the City of Temples» «Войти в Город храмов»         | Неизвестно                | Неизвестно              | 4 октября 2024 |
| Ниндзя достигают ворот в Турнир Источников только для того, чтобы обнаружить, что их не пригласили. Кай и Бонзл уклоняются от оставшейся Запретной пятерки, пытаясь сбежать из Незер-Пространства. |                                                            |                           |                         |                |
| 13 | «They Gather for the Feast» «И соберутся они на пир»       | Неизвестно                | Неизвестно              | 4 октября 2024 |
| Заработав приглашения на Турнир Источников, Ниндзя посещают банкет для Мастеров стихий с дружелюбными лицами и старыми врагами. Ллойд сталкивается со знакомым лицом из своего видения. |                                                            |                           |                         |                |
| 14 | «Inside the Maze» «Внутри лабиринта»                       | Неизвестно                | Неизвестно              | 4 октября 2024 |
| Арин продолжает расследование недостающих рогов, но наводит время для Фрака, который, по подозрению Соры, работает на Раса. Первый матч Нии противопоставляет её Джею, все ещё не помня об их прошлом. |                                                            |                           |                         |                |
| 15 | «United We Fall» «Когда мы едины, мы победимы»             | Неизвестно                | Неизвестно              | 4 октября 2024 |
| В своем матче против Синдера характер Вайлдфаер доказывает ответственность на арене и за её пределами. Чтобы остаться в турнире, Ниндзя ссылаются на древнее правило, которое требует от них участвовать в гонке за пределами Храмового города. |                                                            |                           |                         |                |
| 16 | «Truth and Lies» «Правда и ложь»                           | Неизвестно                | Неизвестно              | 4 октября 2024 |
| Арин борется с обвинением Раса в том, что Мастер Ву вызвал слияние, в то время как ниндзя завершают Храмовую гонку и возвращают свой путь в Турнир. |                                                            |                           |                         |                |
| 17 | «The Sword Shatters» «Расколовшийся меч»                   | Неизвестно                | Неизвестно              | 4 октября 2024 |
| Арин следует примеру в своем расследовании пропавших рогов в музее Храмового города. Экскурсия от Роби раскрывает более глубокую связь между Турниром и перводраконами. |                                                            |                           |                         |                |
| 18 | «Clues and Suspects» «Улики и подозреваемые»               | Неизвестно                | Неизвестно              | 4 октября 2024 |
| Роби и Блект навещают раненого Ллойда, чтобы завершить передачу сил Циатрикс. Арин связывает Блекта с подсказкой в его расследовании и следует за ним обратно в секретный офис, где у Вайлдфаер есть идея раскрыть его планы. |                                                            |                           |                         |                |
| 19 | «The Final Game» «Финальная игра»                          | Неизвестно                | Неизвестно              | 4 октября 2024 |
| Арин узнает разрушительный секрет о слиянии и сталкивается с Ллойдом, когда Коул остается позади, чтобы защитить рога дракона. Сора сталкивается с Ноктом, и Вайлдфаер слишком поздно, чтобы остановить игры манипуляции. |                                                            |                           |                         |                |
| 20 | «Elements of Betrayal» «Стихия предательства»              | Неизвестно                | Неизвестно              | 4 октября 2024 |
| Арин, Зейн и Коул делают шокирующее открытие в монастыре Гейтс, защищая Рога Дракона. Обезволенные Мастера стихий сталкиваются с армией Волчьей Маски. |                                                            |                           |                         |                |

### Сезон 3 (2025)
Уже в начале 2024 года стало известно о продлении сериала и разработки третьего сезона. 31 января 2025 года вышел тизер трейлер к третьему сезону — премьера сезона состоялась на 17 апреля 2025 года.  В этом сезоне русский дубляж был записан в Латвии.                                                                                                                                                                         
Премьера 2 главы 3 сезона состоится 4 сентября 2025 года на Netflix.

## Производство

### Разработка
Новый сериал был создан после финального пятнадцатого сезона мультсериала Ниндзяго. Мастера Кружитцу, который транслировался с 2011 года и завершился в 2022 году. Для нового сериала анимационная компания WildBrain Studios перешла на Unreal Engine, чтобы улучшить качество анимации своего предшественника.

### Сценарий
Ведущими сценаристами сериала являются Крис Виатт и Кевин Бёрк. Виатт подтвердил в Твиттере, что Ninjago: Dragons Rising — это новое шоу, а не продолжение предыдущей серии Ninjago, которая транслировалась 11 лет.

## Премьера
Первоначально сериал был показан на Comic-Con в Сан-Диего в 2022 году. Премьера состоялось на Netflix 1 июня 2023 года в США, Канаде, Японии и Латинской Америке, а также на других территориях позже в том же месяце или в следующем.4 апреля 2024 года состоялась премьера 2 сезона. 17 апреля 2025 года состоялась премьера 3 сезона. Но также в апреле был слив 2 главы 3 сезона. И поэтому серии уже есть в открытом доступе.